# آورانویل (مورت-ا-موزل)
آورانویل (به فرانسوی: Avrainville) یک کمون در فرانسه است که در canton of Domèvre-en-Haye واقع شده‌است. آورانویل ۹٫۷۳ کیلومتر مربع مساحت دارد ۲۴۰ متر بالاتر از سطح دریا واقع شده‌است.